# Lutèce (services numériques libres)
 (janvier 2024).
Pour les articles homonymes, voir Lutèce (homonymie).
Lutèce est une plateforme de services numériques libres développée par la Direction des Systèmes d’Information et du Numérique (DSIN) de la Ville de Paris. Le projet a été lancé en 2001 et publié sous licence libre BSD en 2002, ce qui en fait l’une des premières initiatives open source portées par une collectivité territoriale française.
Initialement développé en Java, Lutèce repose sur une architecture modulaire. Il se compose d’un cœur applicatif et de plugins qui permettent de répondre à des besoins variés : création de formulaires en ligne, suivi de dossiers, gestion de rendez-vous, ou encore développement d’applications web personnalisées. Depuis 2025, la version 8 de Lutèce s’appuie sur Jakarta EE, un ensemble de spécifications open source garantissant la compatibilité avec les environnements cloud-native et facilitant l’intégration continue

## Présentation
En 2025, la plateforme Lutèce est utilisée pour développer plus de 300 services numériques au sein de la Ville de Paris, couvrant des fonctions variées comme les téléservices, la prise de rendez-vous ou la gestion de signalements citoyens. Parmi ces projets, DansMaRue permet aux Parisiens de signaler facilement des problèmes dans l’espace public (voir rubrique « Fonctionnalités »).
Outre la Ville de Paris, Lutèce bénéficie de contributions et déploiements dans d’autres structures :
- L’Université Johns Hopkins (Baltimore, États-Unis) collabore depuis 2018 à l’amélioration de la plateforme, notamment via le plugin *Enrollment*, utilisé par le St. Francis Neighborhood Center pour gérer les inscriptions à ses programmes et événements[5].

La communauté est également mentionnée par des observatoires européens, soulignant l’expansion de Lutèce aux États-Unis via des initiatives locales comme celle de Baltimore.

## Historique

### 2001 – 2002: genèse
En 2001, la nouvelle équipe municipale engage la Ville de Paris vers une politique open source. Un des souhaits est de mettre à disposition des mairies d’arrondissement des outils leur permettant d’être autonomes dans la gestion de leur communication. Une plateforme web, simple d’utilisation et basée sur des logiciels libres, est commandée[source secondaire souhaitée].
Une première version de la plateforme voit le jour en novembre 2001 et en janvier 2002 le site internet de la mairie du 3e arrondissement est mis en production[source secondaire souhaitée]. Les 19 autres sites des mairies d’arrondissement suivent à partir de juin 2002[source secondaire souhaitée].
Le code a été publié, après délibération du Conseil de Paris, sous le nom de Lutèce en septembre 2002.

### 2003 – 2005: stratégie «libre et collaborative»
Lutèce rejoint l’Association des Développeurs et Utilisateurs de Logiciels Libres pour les Administrations et les Collectivités Territoriales (ADULLACT) et met en ligne une plateforme de développement et d’intégration continue ouverte à la communauté et basée sur les projets Apache (Maven, etc.)[source secondaire souhaitée].

### 2006 – 2013: framework
À l’origine un CMS, Lutèce développe et étend ses fonctionnalités pour devenir un framework de développement de services numériques et de sites web tels que le site de création du formulaire d’état-civil, l’outil de la dématérialisation de la séance du Conseil de Paris ainsi que différents services en ligne, à destination des Parisiens[source secondaire souhaitée], comme la 1ère version de DansMaRue.
Grâce aux contributions des différentes ESN comme NetActiv, Linagora, Sopra Group ou Atos Wordline, Lutèce élargit sa communauté d’utilisateurs[source secondaire souhaitée].
En août 2008, c’est Météo-France qui met en ligne son nouveau site basé sur Lutèce. En septembre, la Fédération Nationale des Industries du Logiciel Libre décerne le Lutèce d’Or pour ce projet récompensant le « Meilleur Projet Libre réalisé par une administration ou une collectivité publique ».

### 2014 – 2021: développement
En septembre 2014, Lutèce rejoint la base de code de l’Association OW2 dans le cadre de l’initiative « OSS in Big Cities » qui met à disposition une plateforme d’échanges d’expériences et de bonnes pratiques entre grandes métropoles internationales[source secondaire souhaitée].
Les collaborations et partenariats se développent durant cette période (Lyon, Mont-de-Marsan, Budapest, etc.[source secondaire souhaitée]) et Lutèce s’ouvre à l’international en mettant en place un partenariat avec l’Université Johns-Hopkins de Baltimore. Cette collaboration donne notamment lieu à un Hackathon[source secondaire souhaitée].
Les ESN (Accenture, Capgemini, Teamnet & Atos) contribuent également au développement de Lutèce[source secondaire souhaitée].

### Depuis 2022: Lutèce fait peau neuve
En 2022, afin de faciliter l’adoption des solutions Lutèce, la Ville de Paris lance CitéLibre, une suite logicielle de services numériques clé en main. C’est une suite conteneurisée permettant le déploiement rapide de services numériques présélectionnés pour les usages les plus utilisés.
Début 2023, la Ville de Paris utilise Lutèce pour faire évoluer son offre citoyenne numérique avec Décider pour Paris et lancer son service numérique Agir pour Paris permettant aux citoyens de s’inscrire à des missions de bénévolat[source secondaire souhaitée].

### 2025: Lutèce 8 et l’orientation cloud-native
Une nouvelle version majeure, Lutèce 8, est annoncée pour l’été 2025.  Cette mouture prévoit une refonte complète du cœur applicatif vers Jakarta EE 11, afin d’assurer une exécution « cloud-native » (compatibilité Tomcat 10+, déploiement conteneurisé) et de moderniser l’API.  La transition s’inscrit dans l’évolution de Jakarta EE, dont la version 11, publiée en juin 2025, cible explicitement les usages cloud et micro-services.

## Fonctionnalités
Lutèce repose sur une architecture modulaire. Chaque fonctionnalité est accessible sous forme de modules activables selon les besoins des collectivités. Cette approche permet de personnaliser la plateforme en fonction des usages métiers.
Le logiciel propose notamment les éléments suivants :
- des outils de gestion de contenus (pages d'information, actualités, documents) ;
- un moteur de formulaires personnalisables, utilisé pour des téléservices comme les demandes d’actes d'état civil, inscriptions ou signalements ;
- un système de gestion des utilisateurs et des droits d’accès ;
- un moteur de workflow permettant d’organiser le traitement des demandes ou des processus internes ;
- des connecteurs vers d'autres systèmes d'information, notamment pour l’authentification (LDAP, CAS, OAuth2) et l'intégration avec des bases de données ou services tiers ;
- des API REST facilitant l’intégration avec d’autres outils ou portails ;
- une interface multilingue et conforme aux normes d’accessibilité numérique.

Ces fonctionnalités sont régulièrement enrichies. La version 8, attendue en 2025, introduit une architecture cloud-native, un démarrage plus rapide, une consommation optimisée des ressources, ainsi qu’un socle modernisé basé sur Jakarta EE. La liste complète des modules disponibles et leur documentation sont consultables sur le site officiel de Lutèce ainsi que sur le javadoc et wiki technique.

### Description technique
Lutèce est développée en Java et repose sur des briques logicielles open source faisant partie des standards comme SpringFramework, Lucene, Freemarker, Ehcache, Apache-Commons, Elastic search, SolR, etc. Elle fonctionne avec les systèmes de bases de données les plus utilisés comme MySQL, MariaDB, PostgreSQL, Oracle.
L’internationalisation se fait par le biais des mécanismes standards Java comme ResourceBundle, MessageFormat, etc. Par défaut, les langages français et anglais sont disponibles. D'autres pourront être facilement proposés.
La prochaine version majeure du cœur de Lutèce prévoit l’évolution de Java EE à Jakarta EE[source secondaire souhaitée].

## Distinctions obtenues
Depuis sa création, Lutèce a obtenu de nombreuses distinctions :
- 2008 : Lutèce d’Or du Meilleur projet Libre réalisé par une Administration, une collectivité publique pour le nouveau site de Météo-France reposant sur Lutèce[13].
- 2016 :
  - Label « projet mature OW2 »[14]
  - Prix OW2 « Quality Award »[15][source insuffisante]
- 2018 :
  - Prix de la « Meilleure Stratégie Open Source » remis par les Acteurs du Libre[16]
  - Label 4* décerné par le Territoire Numérique du Libre[source secondaire souhaitée]
  - Victoire d’argent décernée pour le « Compte Agent » lors des Victoires des leaders du capital humain (Magazine Décideurs)
- 2019 : 4e place pour l’Application Open Source avec fort impact dans la vie Citoyenne remis par la Commission Européenne[17]
- 2020 : Prix OW2 de la meilleure communauté[14],[18][source insuffisante]
- 2022 : Territoria Bronze dans le domaine Civisme-Citoyenneté pour « Le vote du Budget Participatif au jugement majoritaire » intégré dans la solution du Budget Participatif[source secondaire souhaitée].

## CiteLibre, la suite logicielle
CitéLibre est une suite logicielle basée sur Lutèce dont la publication est annoncée, à l'occasion de l'OW2con'22, en juin 2022 par la Ville de Paris. CitéLibre est née d’une volonté de la Ville de Paris d’affiner son offre Lutèce par le biais de conteneurs prêts à l’emploi[source secondaire nécessaire].
Cette suite rassemble les plugins les plus utilisés au sein de la Ville de Paris. Les services numériques CitéLibre sont proposés en marque blanche, c’est-à-dire sans les logos de la ville de Paris[source secondaire souhaitée].